# Villanueva de la Jara
Villanueva de la Jara ist eine Gemeinde in der Provinz Cuenca der Autonomen Region Kastilien-La Mancha in Spanien.

## Einzelnachweise

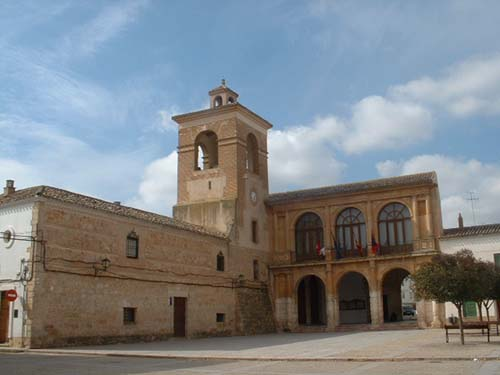
Villanueva de la Jara